# TT-500ロケット
TT-500ロケットとは宇宙開発事業団(NASDA)（現宇宙航空研究開発機構(JAXA)）が開発した技術試験用の2段式固体燃料ロケットである。

## 概要
N-Iロケット運用後期にレーダ追尾系の総合的機能の確認、地上設備の機能的な整合確認を目的として開発されたものである。JCRロケットの推進系をほぼそのまま流用している。従来レーダー追尾系の総合機能確認用途に用いられていたTT-210ロケットを置き換え、1977年から1980年までに7機が飛翔した。TT-500ロケットをもとにして第2段を増強し微小重力下での材料実験能力を付加したTT-500Aロケットの開発に伴い運用を終了した。

## 飛翔実績
| 号番  | 飛翔日時(JST) | 飛翔日時(JST) | 飛翔日時(JST) | 場所                                  | 目的                                                       |
| ----- | ------------- | ------------- | ------------- | ------------------------------------- | ---------------------------------------------------------- |
| 1号機 | 1977年        | 1月25日       | 10:30         | 種子島宇宙センター竹崎射場竹崎第2射点 | レーダ追尾系の総合的機能の確認、地上設備の機能的な整合確認 |
| 2号機 | 1977年        | 8月25日       | 10:30         | 種子島宇宙センター竹崎射場竹崎第2射点 | レーダ追尾系の総合的機能の確認、地上設備の機能的な整合確認 |
| 3号機 | 1978年        | 1月16日       | 10:30         | 種子島宇宙センター竹崎射場竹崎第2射点 | レーダ追尾系の総合的機能の確認、地上設備の機能的な整合確認 |
| 4号機 | 1978年        | 8月25日       | 10:30         | 種子島宇宙センター竹崎射場竹崎第2射点 | レーダ追尾系の総合的機能の確認、地上設備の機能的な整合確認 |
| 5号機 | 1979年        | 1月27日       | 10:30         | 種子島宇宙センター竹崎射場竹崎第2射点 | レーダ追尾系の総合的機能の確認、地上設備の機能的な整合確認 |
| 6号機 | 1979年        | 8月25日       | 10:40         | 種子島宇宙センター竹崎射場竹崎第2射点 | レーダ追尾系の総合的機能の確認、地上設備の機能的な整合確認 |
| 7号機 | 1980年        | 1月28日       | 10:30         | 種子島宇宙センター竹崎射場竹崎第2射点 | レーダ追尾系の総合的機能の確認、地上設備の機能的な整合確認 |